# はんだ

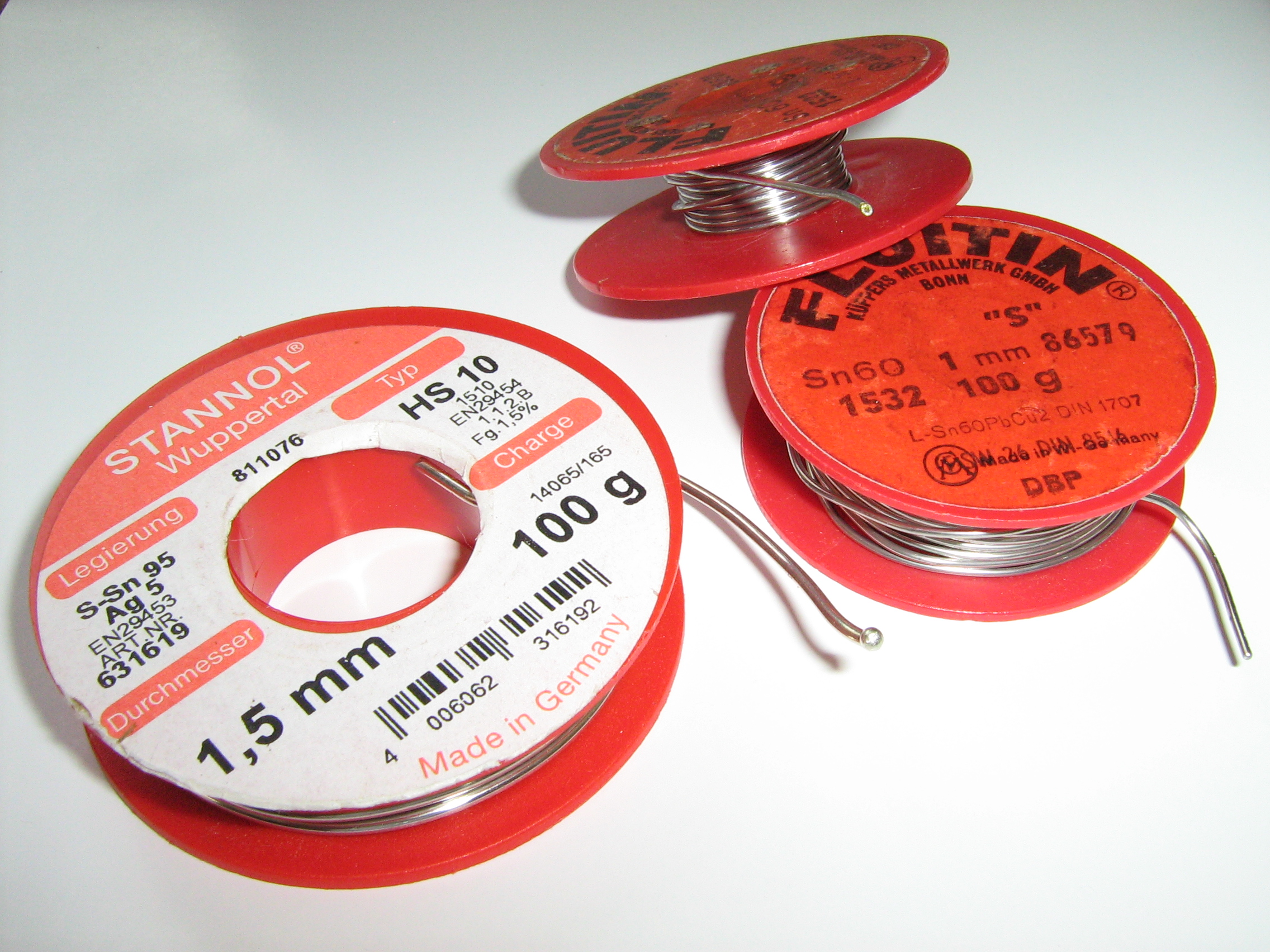
左: 無鉛はんだ
右: 有鉛はんだ

はんだ（半田、盤陀、英語: solder）とは、はんだ付けに利用される低融点合金である。金属同士を接合したり、電子回路で、電子部品をプリント基板に固定するために使われる。材質にも依るが、4 - 10K程度で超伝導状態へと転移する。
鉛とスズを主成分としたものが主流だったが、RoHSなどの環境保全の取り組みにより、鉛をほとんど含まない鉛フリーはんだ（無鉛はんだ）が使われることが多くなった。

## 名称と語源
「はんだ」という名称は仮名書きされることが一般的であるが、「半田」「盤陀」などの漢字表記がなされることもある。
「はんだ」という名称は、江戸時代初期に成立した仮名草子『尤草紙（もっとものそうし）』に見られる。この作品は『枕草子』の「ものは尽くし」のパロディであり、「つよき物」として「しっくい」「むぎうるし」とともに「はんだ」が挙げられている。
「はんだ」の語源は不明である。語源説として以下のようなものがある。
- 地名由来とする説[3][4]。
  - 江戸幕府の銀山であった半田山（福島県桑折町）から来ている[5][6]という説。ただし半田山では錫を産出したという記録はない[5]。
  - 「マレー諸島にあるバンダ島」に由来するという説を載せる事典もある[5]。インドネシアにはバンダ諸島・バンダ海があるものの、錫産地とは大きく離れている[5]。
- 人名由来とする説[3][4]。
- 中国語の「ハンラ」（銲鑞 hànlà）から転訛したとする説[注釈 1]。これについては、古くは「ロンラ」（鎔鑞 rónglà）と呼んでいたはずとする説もあり、確証には欠ける[5]。
- 錫と鉛の混合比がほぼ「半々だ」というところから来ているという説[5]。

## はんだの歴史
ろう付け（融点が450度以上の硬鑞を用いたろう接）には遅れるものの、はんだ付け（融点が450度未満の軟鑞を用いたろう接）の歴史も古い。紀元前3000年頃にははんだ付けが存在したと考えられている。ツタンカーメン王の墓からもはんだ付けを使った装飾品が出土している。ギリシャ-ローマ時代になると、水道配管を錫-鉛はんだではんだ付けした記録が残されている。
中国では、少なくとも紀元前300年頃には、はんだ付けした壷が存在していた。
缶詰は、19世紀に登場以来、胴や蓋を接着する手法に長らくはんだ付けが行われてきた。19世紀末に、はんだ付機が開発されたこと、蓋と胴の接続に二重巻き込み製法が開発されるなど、缶の大量生産のボトルネックとなるはんだ付けを軽減する手法が開発されたが、一枚板を丸めて作る胴の部分の接続ははんだ付けを避けることはできず、1966年にアメリカ・キャン社によってナイロンを接着剤とする製造方法が開発されるまで続けられていた。

### 日本
日本のろう接の歴史でもろう付けが先行した。4世紀ころには鋳掛補修が行われた銅鐸も作られている。奈良の大仏の建造では、錫に鉛を混ぜた合金である白鑞（しろめ）がろう材として使われ、仕上げや補修のために使用されたと考えられている。
貝原益軒の『万宝鄙事記』（1705年）には、錫鉛棒を炭火で溶かして銅容器の漏れを塞ぐ手法が記されている。『和漢三才図会』（1713年）に記述された白鑞の製法は、鉛1斤（600g）に唐錫10両（375g）を練り合わせるというもので、この鉛と錫の配合比率は今日の「はんだ」とほぼ同様である。しかし、これらの文献に「はんだ」の名は記されていない。幕末の1866年に初演された河竹黙阿弥の歌舞伎狂言『船打込橋間白波』には、鋳掛屋のセリフに「鉛や盤陀の売物」という言葉が登場している。

## はんだの種類
はんだは用途によりいくつかの種類に分けられる。錫の含有率で区別することが多い。用途により太さも異なる。鉛と錫以外の成分を含むものもある。
なお、主成分のスズと鉛ではスズの方が高価なため、基本的にハンダの価格はスズが多いものほど高くなる。
- 金属用
  - 一般金属用
  - アルミニウム用（アルミは酸化が速く、酸化被膜も強いのでフラックスを塗っても通常のハンダでは付かない[11]）
  - 鉛管用
盛り上げてパテのように使用する関係上、わざと冷えた時の固まりはじめから固まり切るまでのドロドロ状態の区間が長くしてある。鉛の方が多い（約63%）[10]。
- 電気用
酸化を防ぎ、接合を容易にするために油脂の一種であるフラックス（以前は松脂（ロジン）が使われた）を含むものが多い。そのため、この種のはんだは一般的に「脂（やに）入りはんだ」と呼ばれている。
  - 電気配線用（錫50%）
  - プリント基板用（錫60%）
  - 共晶はんだ
錫の割合が63%、融点が184°Cで最も低い。冷えると液相から固相へ瞬時に変化するため扱い易い。
  - 高融点はんだ、高温はんだ
共晶はんだに溶かされると困る部分、高温にさらされる部分のはんだ付けに使用する。
  - 低融点はんだ
低融点の金属を混合し、特に融点を低くしたもの。
  - 銀入りはんだ
銀メッキ面や銀撚り線などをはんだ付けする際に使用する。

JIS Z 3282-1999では、それぞれの成分割合の違いでSn-Pb系が16種、Pb-Sn-Sb系が7種、Sn-Sb系が1種、Sn-Pb-Bi系が5種、Bi-Sn系が2種、Sn-Cu系が2種、Sn-Pb-Cu系が2種、Sn-In系が1種、Sn-Ag系が3種、Sn-Pb-Ag系が4種、Pb-Ag系が3種規定されている。

## 金系はんだ
金は錫、シリコン、ゲルマニウム、アンチモンなどと合金にする事で融点が下がり、金75-80%、錫20-25%では280°Cで融解を始める。金は高価であるため、少量ながら特に信頼性が求められる用途でのみ使われ、シリコンやゲルマニウムの半導体でのダイ・ボンディングやパッケージのシーリングで使用される。

## 鉛問題
はんだに含まれる鉛は生物や環境に有害であるため、鉛を含まない鉛フリーはんだや、金属（金や銀など）を添加した接着剤への移行が進んでいる。ただし、鉛フリー化を行うために導入された元素あるいは化合物の毒性について十分な調査が行われているとは言い難く、鉛フリーであるから環境毒性が小さいと判断することは早計である。また、鉛フリーはんだは含鉛はんだよりもウィスカ（針状金属結晶）が発生しやすく、特に微小重力下では発生したウィスカが成長しやすいことから、微小重力状態で使用される人工衛星用部品では含鉛はんだが使用され続けている。